# Сяноцька земля

Герб

Штандарт

Сяноцька земля, або Сяніцька земля (лат. Terra et Districtus Sanociensis, пол. Ziemia sanocka) — одна з історичних земель Руського воєводства з центром у місті Сянік.

## Історія

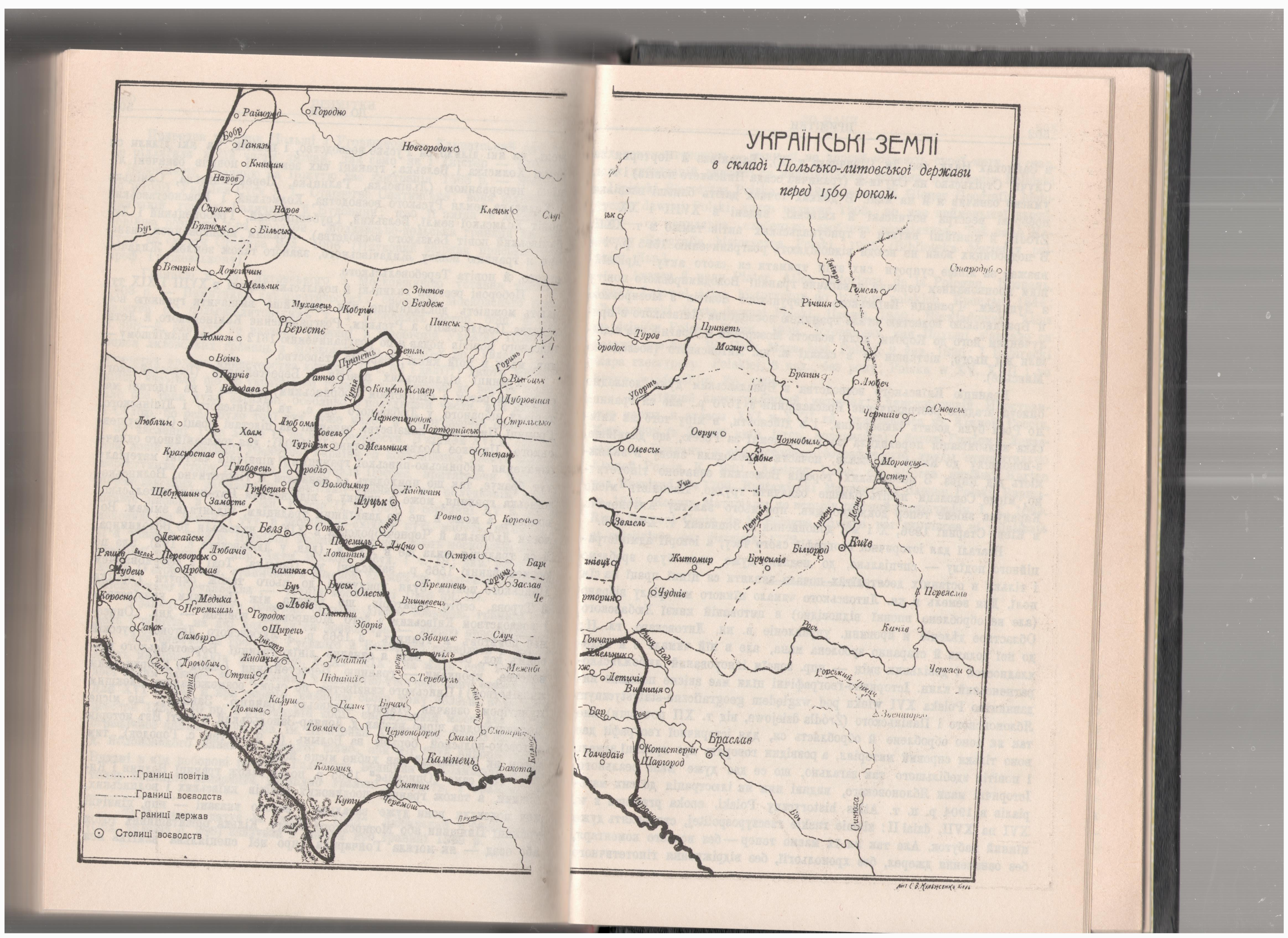
Сяніцька земля на адміністративній мапі-схемі

Сяноцька земля на сучасній мапі з топографічним фоном
Міста та найстаріші села (згадуються до 1400)

Правдоподібно, утворилась після окупації у 1340-х роках цієї частини Галичини ще до її повного захоплення у 1349 році, згадується з 1359 р. (лат. castellania Sanocensi).
Входила до складу Руського воєводства Королівства Польського у 1434–1569 роках, Корони Польської Речі Посполитої — у 1569–1772 роках. Межувала із Угорським королівством. На відміну від інших земель воєводства, не ділилась на повіти. У 1676 році подимний податок сплачували мешканці 371 села, 12 міст та містечок. У Сяніцькій землі швидше, ніж в інших землях Галичини, введене польське право.